# Oliver Haubro Hvam
Oliver Haubro Hvam (født 30. juni 2004), bedre kendt som Bruhliver, er en dansk internetpersonlighed og foredragsholder. Hans indhold består af primitive rejsevlogs og ekstremsportsudforinger ledsaget af videnskab samt gaming af spil såsom GeoGuessr på Twitch. Siden sin start på sociale medier i sommeren 2023 har Oliver Hvam fået 116.000 følgere på TikTok, 61.000 følgere på Instagram og 39.000 følgere på YouTube.

## Større projekter og eventyr

### Omvejen: Fra Danmark til Kroatien
Olivers gennembrud på de sociale medier var en vandretur på 3.000 km fra sin hjemby Odense, Danmark til Zagreb, Kroatien. Rejsen varede fra d. 28. juli 2023 til d. 10. oktober 2023. Oliver tog afsted uden en streng plan, udover at han gerne ville besøge flest mulige lande og storbyer på sin vandrerejse gennem Schengenlandene. På sin tur besøgte Oliver 12 lande i rækkefølgen Danmark, Tyskland, Holland, Belgien, Luxembourg, Frankrig, Schweiz, Liechtenstein, Østrig, Italien, Slovenien og Kroatien. Hans rejse endte med at vare 75 dage ‒ svarende til et dagligt gennemsnit på 40 km pr. dag ‒ og nåede over syv mio. afspilninger på TikTok og over en halv mio. afspilninger YouTube. 

### Cykler fra Børkop til Sahara
Den 6. april 2024 kastede Oliver sig ud i en 4.500 km bikepacking-rejse fra Børkop, Danmark til Erg Chebbi, Marokko. Ruten fulgte så vidt muligt EuroVelo-netværket ‒ mere specifikt E3 og E1 ‒ men enkelte gange afvigede Oliver kortvarigt fra stierne. Til trods for at Oliver ikke havde tidligere erfaring indenfor langdistancecykling, formåede han at gennemføre distancen på 36 dage, hvilket svarer til et gennemsnit på 125 km pr. dag.
Cykelturen blev dokumenteret dagligt på TikTok og Instagram, hvor rejsen fik mere end 20 mio. afspilninger. Endvidere blev der både produceret en dokumentarserie på fem episoder fra rejsen på Olivers YouTube-kanal bruhliver, samt at en dokumentarserie på tre episoder kaldt "Oliver cykler til Sahara" blev produceret på TV 2 Play.
Den 29. september 2024 vandt Oliver Hvam en Simba Pris i kategorien 'Årets Virale Hit' for værket "Cykler fra Børkop til Sahara". Han var samme år nomineret i den største kategori 'Årets Content Creator'.